# Nuevo Mundo (Vulkan)
Der Nuevo Mundo (auch: Jatun Mundo Khori Huarani) ist ein Stratovulkan im Anden-Hochland des südamerikanischen Binnenstaates Bolivien.

## Lage
Der Vulkan Nuevo Mundo ist ein Vulkankegel am Rand der Cordillera de Lípez im Departamento Potosí in der zentralen Altiplano-Region zwischen den Städten Potosí und Uyuni. Mit einer Höhe von 5438 m erhebt er sich um etwa 700 Meter aus dem Los-Frailes-Plateau.

## Entdeckungsgeschichte
Die erste Bergbesteigung in der Region fand durch den Franzosen Georges Courty vor 1903 statt, dessen Aufzeichnungen sich in dem 1987 erschienenen Buch "Mountaineering in the Andes" von Jill Neate wiederfinden: “Nuevo Mundo, 6020 m, Position unbekannt.”
Der deutsche Geologe Friedrich Ahlfeld, ein begeisterter Bergsteiger, zog 1924 nach Bolivien und begann nach dem Zweiten Weltkrieg mit der Erkundung der Berggipfel im Departamento Potosí, von denen er einige auch erstieg. In einem Brief von 1962 an den Historiker Evelio Echevita erwähnte er, dass in Bezug auf die von Georges Courty genannte Höhe zwei Gipfel der Cordillera de Lípez als "Nuevo Mundo" in Frage kommen könnten.
Im Jahr 1969 stellte Ahlfeld jedoch in seinem Buch "Geografia Fisica de Bolivia" in einer Zeichnung den Nuevo Mundo mit einer Höhe von 5438 Metern vor und beschrieb seine Lage südwestlich von Potosí direkt nördlich der Ortschaft Potoco, also weit weg von der Cordillera de Lípez.
Ende der 1990er Jahre begaben sich Toto Aramayo, Yossi Brain und Dakin Cook auf die Suche nach dem Nuevo Mundo und lokalisierten ihn mit den Koordinaten 19°47'0" südlicher Breite und 66°29'0" westlicher Länge. Die bolivianische Regierung und die USGS erkennen dies heute als die korrekte Lage des Nuevo Mundo an, auch wenn einige Karten neueren Datums immer noch den Cerro Lípez als Nuevo Mundo bezeichnen.

## Geologie
Der Vulkankegel des Nuevo Mundo heute besteht vor allem aus Asche und Bimsstein. An der Basis hat es in vorgeschichtlicher Zeit zwei Austritte von Lava entlang einer nord-südlich verlaufenden Bruchlinie gegeben, offensichtlich gleichzeitig mit Gesteins- und Ascheauswurf in östlicher Richtung. Aus späterer Zeit stammt eine hochexplosive Plinianische Eruption, deren Ascheregen mehr als 200 km nach Osten getragen worden ist, bis in die Region des heutigen Potosí – ein Ausbruch, der sich vor der Ankunft der Spanier (1533), aber in historischer Zeit ereignet haben muss. Denn während sich durch frühere Eruptionen der Kari-Kari-Caldera, des Cerro Wila Kkolu, Cerro Condor Nasa, Cerro Villacolo und Cerro Huanapa Pampa das Plateau Los Frailes gebildet hatte, wurde das Plateau durch den letzten Ausbruch des Nuevo Mundo im Holozän von mächtigen Ignimbrit-Schichten bedeckt, die vor allem aus pyroklastischem Material, aus Dazit und Andesit, bestehen.